# Estatuto de Kalisz
A carta patente geral, que estabelece as liberdades dos judeus e regulamenta as obrigações dos cristãos na Polônia, conhecido como o Estatuto de Kalisz, foi um documento emitido pelo príncipe Boleslau, o Piedoso, duque da Grande Polônia, na cidade de Kalisz em 8 de setembro de 1264. O estatuto serviu base para a posição legal dos judeus, conduziu-os à formação de uma nação autônoma até 1795 na Polônia, tendo como idioma o iídiche e garantiu uma jurisdição exclusiva sobre assuntos judeus com livre acesso as cortes, além de estabelecer um tribunal diferenciado para as causas que envolviam  judeus e cristãos. Adicionalmente, garantiu liberdade e a segurança pessoais para judeus, incluindo a liberdade de religião, de curso, livre comércio e assegurou ir e vir entre fronteiras. O estatuto foi ratificado várias vezes por reis poloneses subseqüentes: Casimiro III em 1334, Casimiro IV em 1453, e Sigismundo I em 1539 até fundir-se com a constituição de 3 de maio, quando foi aos poucos diluída.

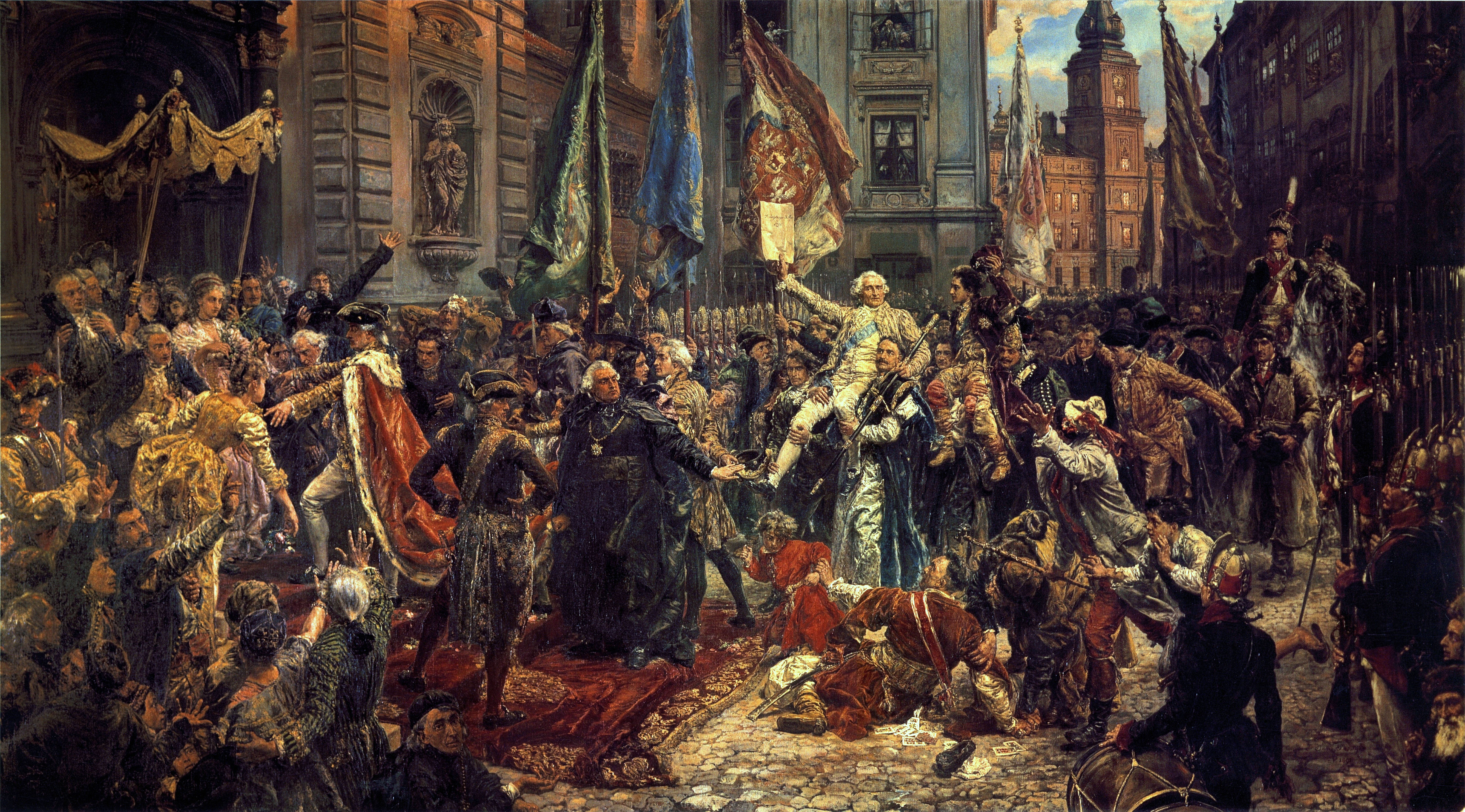
A Constituição de 3 de maio (pintura de Jan Matejko, 1891). O rei Estanislau Augusto (à esquerda com o manto real vermelho), entra na Catedral de São João, onde os deputados da Sejm jurarão defender a nova Constituição; ao fundo, o Castelo Real de Varsóvia, onde a Constituição há pouco foi aprovada.

## Estatuto
Estatuto 1 
Determinamos que com relação ao dinheiro ou a quaisquer bens, móveis ou imóveis, ou assuntos penais , que dizem respeito a alma do judeu ou a seus bens, não se deve valer nenhuma testemunha de cristão contra judeu nenhum, mas sim de cristão e judeu em comum acordo. 
Estatuto 2 
Se um cristão acusar um judeu de lhe haver dado hipoteca e o Judeu negar, e o cristão não acreditar nas palavras do judeu, jurara o judeu sobre coisa análoga A que se usa , e assim provando , estará livre. 
Estatuto 3 
Se um cristão der uma hipoteca a um judeu e se queixar que foi hipotecado por valor inferior ao reconhecido pelo judeu , jurara então o judeu qual o valor que lhe foi dado e, demonstrando-o pelo juramento , não se negara o cristão de pagar. 
Estatuto 5
O judeu pode receber como penhor , sem precisar proceder a qualquer investigação, qualquer objeto que lhe for trazido , seja o que for, com exceção de vestes manchadas de sangue e de vestimentas sagradas, as quais não pode receber sob hipótese alguma. 
Estatuto 6 
Se um cristão se queixar que o penhor que esta nas mãos do judeu lhe havia sido roubado ou saqueado, jurara o judeu que não sabia, ao ter recebido o objeto, que se tratava de produto de saque ou roubo e assim fazendo estará inocente e cristão lhe pagara a quantia e os juros que crescerem com o correr do tempo . 
Estatuto 7
Se um judeu perder por incêndio ou roubo ou saque seus pertences e os penhores que lhe foram entregue e o fato é do conhecimento público , e apesar disto o cristão insistir exigindo o objeto do penhor, o judeu se livrara do juramento. 
Estatuto 8 
Se houver entre os judeus desavença ou briga por qualquer motivo, não caberá ao juiz da cidade efetuar o julgamento , mas somente a nos , ou nosso paladino, ou o juiz dos judeus julgara , mas se o crime for contra a vida , somente nos julgaremos o caso. 
Estatuto 9 
Se um cristão ferir um judeu de qualquer forma que seja , pagara o culpado a nos ou ao nosso Paladino a soma que estabeleceremos em nossa clemência , para que seja levada ao nosso tesouro , enquanto ao ferido dará o culpado a cura e pagara as despesas conforme mandam as leis de nosso pais. 
Estatuto 10 
Se um cristão matar um judeu, será punido como a justiça requer , e todas as suas propriedades moveis e imóveis passarão as nossa disposição . 
Estatuto  11
Se um cristão bater num judeu sem derramamento de sangue será acusado pelo paladino, segundo costume de nosso pais, e se possuir dinheiro, será condenado por seu crime conforme a lei. 
Estatuto  12 
Se um judeu passar por qualquer lugar do nosso país não deverá ser detido por pessoa alguma , nem importunado e nem estorvado. Se ele transportar mercadorias devera pagar taxas em todo o lugar onde houver aduana, mas de maneira que judeu não pague taxa alguma que não caiba também ao cidadão do burgo no qual o judeu estiver naquela hora. 
Estatuto  13
Se o judeu se mudar de cidade a cidade , de distrito a distrito ou de pais a pais, conforme seu costume não queremos lhe seja imposta taxa alguma pelos aduaneiros. 
Estatuto  14
Se um cristão atacar, seja de qual for a maneira, o cemitério deles, queremos que seja duramente castigado segundo os costumes do pais e as suas leis e tudo que lhe pertence, seja o que for, passara ao nosso tesouro. 
Estatuto 15 ausente 
Estatuto 16 ausente 
Estatuto 17 ausente 
Estatuto 18
Se um judeu ferir outro , não se negara de pagar a seu juiz a multa , como é de costume em nosso pais. ESTATUTO 
Estatuto 19
Determinamos que nenhum judeu jurara sobre rolos deles , a não ser em grandes causa que tratem de mais de 50 peças de prata, ou quando for convocado perante a nos . em julgamentos menores devera jurar em frente do portão da sinagoga. 
Estatuto 20
Se um judeu for morto secretamente, de modo que não seja possível provar por testemunhas quem o matou e depois da investigação os judeus começarem a suspeitar de alguém, então será dado o direito de defenderem a justiça , apresentando queixa contra, quem suspeitarem da morte do judeu conforme a lei.. 
Estatuto 21
Se os cristãos atacarem qualquer Judeu ou judia com mãos nuas , serão castigados de acordo com o que exigem as leis do nosso pais. 
Estatuto 22
Não deve o Juiz dos Judeus instaurar o processo por causa de qualquer desavença que houver entre os judeus , sem que lhe tenha sido apresentado queixa. 
Estatuto 23 
Os judeus devem ser julgados ao lado das Sinagogas ou em outro lugar qualquer que escolherem. 
Estatuto 24 
Se um cristão retirar de um judeu a sua hipoteca e não pagar os juros , ou se deixar de pagar os juros pelo prazo de um mês , deve pagar os juros dobrados. Contudo talvez a mais importante parte dos estatutos diz respeito a proteção dos judeus em suas relações com os cristãos . 
Estatuto 26 
Se alguém apedrejar a sinagoga deles, queremos que pague ao paladino 2 pedras de pimenta . 
Estatuto 27
Se alguém raptar uma criança de judeu, queremos que seja julgado como ladrão. 
Estatuto 28 
Não queremos que pessoa alguma se hospede na casa dos judeus. 
Estatuto 29
Não queremos que pessoa alguma se atreva a forçar um judeu a resgatar os penhores em dias de feriado deles. 
Estatuto 30 
Se algum tirar a força seu penhor do judeu ou fizer baderna na casa dele , será severamente castigado segundo as leis vigentes. 
Estatuto 31 
Contra um judeu não se pode pronunciar qualquer julgamento a não ser na sinagoga ou em lugar onde são julgados os judeus, exceto quando formos nos e nosso paladino , que poderemos convida-lo para um julgamento ante nos 
Estatuto 32 ausente
Estatuto 33 
Determinamos que tudo que for emprestado por um judeu, seja ouro , sejam moedas ou prata , devera ser-lhe pago ou devolvido junto com os juros correspondentes que se acumularam. 
Estatuto 34
Se um judeu receber como penhor, um cavalo qualquer que seja, que o receba abertamente e tão-só a luz do dia , e, se um cristão encontrar em poder de um judeu um cavalo roubado, será o judeu inocentado, se jurar que o cavalo foi penhorado a luz do dia e que em troca deste deu dinheiro pois pensava que não foi roubado.
Estatuto 36
Determinamos que, se um judeu se sentir forcado a gritar de noite em conseqüência de pânico e os vizinhos cristãos não providenciarem socorro, como foi pedido e não acudirem como Ajuda, serão todos os vizinhos cristãos castigados. 
Estatuto 37 
Os judeus são livres para comprar e vender qualquer coisa, bem como para tocar o pão como os cristãos e todo aquele que lhe dificultar pagará uma multa ao nosso paladino. 
Estatuto  12 
Se um judeu passar por qualquer lugar do nosso país não deverá ser detido por pessoa alguma , nem importunado e nem estorvado. Se ele transportar mercadorias devera pagar taxas em todo o lugar onde houver aduana, mas de maneira que judeu não pague taxa alguma que não caiba também ao cidadão do burgo no qual o judeu estiver naquela hora.  